# Elliot, das Schmunzelmonster
Elliot, das Schmunzelmonster, auch Elliott, das Schmunzelmonster, ist ein US-amerikanischer Familienfilm mit Musicalelementen aus dem Jahr 1977. Er wurde von der Walt Disney Company produziert und basiert auf einer unveröffentlichten Kurzgeschichte von Seton I. Miller und S.S. Field, an der Walt Disney in den 1950er Jahren die Rechte erwarb.

## Handlung
Der Film spielt im Neuengland des frühen 20. Jahrhunderts. Der neunjährige Waise Pete wächst bei seinen Adoptiveltern, den Gogans, auf. Diese behandeln ihn äußerst schlecht, er muss viel arbeiten und wird oft geschlagen.
Eines Tages lernt Pete den freundlichen Drachen Elliot kennen. Dieser kann Feuer speien, was er etwa zum Bratapfelbraten nutzt. Außerdem kann er sich unsichtbar machen; während des ganzen Filmes ist er meist nur für Pete sichtbar, was diesen oft in Schwierigkeiten bringt, da er in Erklärungsnot gerät, wenn er für die Turbulenzen verantwortlich gemacht wird, die Elliot verursacht hat.
Nachdem Pete und Elliot den Schreck der ersten Begegnung überwunden haben, werden sie Freunde, und zusammen mit Elliot flieht Pete vor seinen Adoptiveltern. Diese beginnen die Verfolgung, da sie kein Interesse daran haben, ihren „Besitz“ einfach entkommen zu lassen.
In dem Fischerdorf Passamaquoddy in Maine findet Pete Unterschlupf bei dem Leuchtturmwärter Lampie und dessen Tochter Nora. Als die Gogans eintreffen, gelingt es, sie mit vereinten Kräften zu vertreiben.

## Hintergrund
Aus dem Stoff sollte ursprünglich nur eine einstündige Episode für Disneys Fernseh-Anthologie gemacht werden, Drehbuchautor Malcolm Marmorstein entwickelte aber einen abendfüllenden Spielfilm, der sein größtes Projekt darstellt. Die Regie führte der britische Filmemacher Don Chaffey, der zwischen zwei größeren Fantasy-Abenteuern bei anderen Filmproduktionen (Jason und die Argonauten, Eine Million Jahre vor unserer Zeit) bereits in den frühen 1960er Jahren zwei kleinere Disney-Filme abgedreht hatte.
Neben von realen Schauspielern dargestellten Personen wird eine der Hauptfiguren – der Drache Elliot – durch Zeichentrickanimation, für die Don Bluth verantwortlich zeichnete, dargestellt. Der Film hatte seine Deutschlandpremiere im Dezember 1978 unter dem Titel Elliot, das Schmunzelmonster, seit 1999 ist er in einer um 28 Minuten gekürzten Fassung (entsprechend der deutschen Kinofassung) auf DVD erhältlich. Der für den Oscar nominierte Song Candle on the Water („Lichtschein auf dem Wasser“) wird in der deutschen Fassung von Katja Ebstein gesungen.
2016 erschien mit Elliot, der Drache eine Neuverfilmung.

## Synchronisation
Die deutsche Synchronbearbeitung entstand 1977 in den Ateliers der Simoton Film GmbH Berlin. Für Dialogbuch, Liedertexte und Synchronregie zeichnete Heinrich Riethmüller verantwortlich.
| Rolle         | Im Original     | Deutsche Synchronisation                       |
| ------------- | --------------- | ---------------------------------------------- |
| Elliot        | Charlie Callas  | Charlie Callas                                 |
| Pete          | Sean Marshall   | Patrick Elias                                  |
| Nora          | Helen Reddy     | Sprache: Gabriele Jacoby Gesang: Katja Ebstein |
| Dr. Terminus  | Jim Dale        | Joachim Kemmer                                 |
| Lampie        | Mickey Rooney   | Gerd Duwner                                    |
| Lena Gogan    | Shelley Winters | Inge Wolffberg                                 |
| Hoagy         | Red Buttons     | Jo Herbst                                      |
| Merle Gogan   | Charles Tyner   | Jochen Schröder                                |
| Willie Gogan  | Jeff Conaway    | Claus Jurichs                                  |
| Grover Gogan  | Gary Morgan     | Wilfried Herbst                                |
| Bürgermeister | Jim Backus      | Gerd Holtenau                                  |
| Miss Taylor   | Jane Kean       | Inge Landgut                                   |
| Captain       | Walter Barnes   | ??                                             |

## Kritiken
„Den hübschen Trickaufnahmen stehen eine hausbackene Inszenierung, Choreografie und musikalische Bearbeitung gegenüber, die die Möglichkeiten des Genres fast völlig verschenken. Für Kinder dennoch ein fröhlicher Spaß, vor allem wegen des titelgebenden Drachens.“

„[…] am Rand der Rührseligkeit, aber starke Special Effects. (Wertung: 2 Sterne = durchschnittlich)“

„Hokuspokus-Kladderabums mit Rührträne.“

„Eine Stärke dieses Films sind die Spezialeffekte.“

## Auszeichnungen
Der Film wurde in zwei Kategorien – bester Song und beste Filmmusik – für einen Oscar nominiert. Des Weiteren war er – wiederum für die Filmmusik – für einen Golden Globe sowie in insgesamt sechs Kategorien für Saturn Awards nominiert.

## Medien

### DVD/Blu-ray
- Elliot, das Schmunzelmonster. Jubiläumsedition. Walt Disney Studio Home Entertainment, 2013 (deutsche Blu-ray-Edition, Lauflänge: 106 Minuten).
- Elliot, das Schmunzelmonster. Special Edition. Special Collection. Walt Disney Studios Home Entertainment, 2009 (deutsche DVD-Edition, Lauflänge: 102 Minuten).
- Elliot, das Schmunzelmonster. Special Edition. Buena Vista Home Video Entertainment 2003 (deutsche DVD-Edition, Lauflänge: 102 Minuten).
- Pete’s Dragon. Buena Vista Home Video Entertainment 2001 (britische DVD-Edition, Lauflänge: 124 Minuten).

### Soundtrack
- Al Kasha, Joel Hirschhorn: Pete’s Dragon. A Disney Original Soundtrack. Walt Disney Records, Burbank 2002, Tonträger-Nr. 60760-7.